# أني كورلي
أني كورلي (بالإنجليزية: Annie Corley)‏ هي ممثلة أمريكية، ولدت في 1952 في الولايات المتحدة.

## أعمال

### أفلام
- (1992) مالكوم إكس[1]
- (1997)  الإنقاذ
- (1999) قوانين منزل سايدر[2]
- (2003) 21 غرام[3]
- (2003) سيبيسكيت[4]
- (2003) وحش
- (2009) قلب مجنون[5]
- (2009) مواطن ملتزم بالقانون[6]
- (2010) أسرع[7]

### مسلسلات
- القتل

## وصلات خارجية
- أني كورلي على موقع IMDb (الإنجليزية)
- أني كورلي على موقع ألو سيني (الفرنسية)
- أني كورلي على موقع أول موفي (الإنجليزية)
- أني كورلي على موقع قاعدة بيانات الأفلام السويدية (السويدية)
- أني كورلي على موقع قاعدة بيانات الفيلم (الإنجليزية)
- أني كورلي على موقع كينوبويسك (الروسية)